# Menhir von Seeben
Der „Franzosenstein“ genannte Menhir von Seeben ist ein wahrscheinlich aus der Jungsteinzeit stammender Menhir in der Nähe von Seeben, einem Stadtteil der kreisfreien Stadt Halle in Sachsen-Anhalt.

## Geographische Lage
Der Menhir steht zwischen den halleschen Ortsteilen Seeben im Nordwesten, Frohe Zukunft im Süden und Trotha im Südwesten – direkt am Franzosensteinweg auf etwa 120 m ü. NHN Höhe. Dieser Weg war bis ins 18. Jahrhundert Teil der wichtigsten Verkehrsverbindung zwischen den Städten Halle und Magdeburg.

## Beschreibung
Der Menhir besteht aus Porphyr und hat eine Höhe von 1,82 m. Er ist an seiner Basis 0,80 m und an seiner dicksten Stelle 1,00 m breit. Seine Dicke beträgt 0,50 m. Auf einer Seite weist er eine modern angebrachte kreisförmige Vertiefung von 0,12 m Durchmesser auf. Seine Ansichtsseiten sind nach Südosten und Nordwesten ausgerichtet. Aus der Umgebung des Menhirs stammen Funde aus der Jungsteinzeit, der Bronzezeit, der Eisenzeit, dem slawischen Frühmittelalter und dem Mittelalter.

## Der Franzosenstein in regionalen Sagen
Der „Franzosenstein“ gehört zu einer Reihe von Steinen – allen voran der Teufelsstein von Sennewitz – um die sich eine gemeinsame Sage dreht. Demnach habe der Teufel die Steine vom Petersberg nach verschiedenen Kirchen geworfen, diese aber verfehlt. Vertiefungen in den Steinen wurden als Fingerabdrücke des Teufels angesehen.
Einer weiteren Sage verdankt der Menhir seinen heutigen Namen. Angeblich soll hier ein französischer Offizier beigesetzt worden sein, der am 2. Mai 1813 im Gefecht von Halle gefallen war.